# Georges Calmès
 (mars 2025).
Georges Calmès est un homme politique français né le 31 juillet 1853 à Orthez (Pyrénées-Atlantiques) et décédé le 11 juillet 1932 à Paris.
Conseiller de préfecture en Maine-et-Loire en 1883, il est sous-préfet de La Réole en 1890 et de Libourne en 1899. Préfet de la Corrèze en 1905, il est préfet de l'Hérault en 1908. Il est directeur des Journaux officiels de 1913 à 1916, puis devient chef de cabinet du ministre de l'Instruction publique. Il est député de la Gironde 1919 à 1924, inscrit au groupe de l'Action républicaine et sociale. Battu en 1924, il devient ensuite adjoint au maire du 7e arrondissement de Paris.

### Sources
- « Georges Calmès », dans le Dictionnaire des parlementaires français (1889-1940), sous la direction de Jean Jolly, PUF, 1960 [détail de l’édition]